# Цюфуюді
Цюфуюді (кит.: 浮尤鞮; д/н — 56) — 2-й шаньюй південних хунну в 55—56 роках.

## Життєпис
Син шаньюя Учжулю. Отримав ім'я Мо. 46 року підтримав брата — князя Бі — у протистоянні з шаньєм Пуну. Після оголошення 48 року Бі шаньюєм південних хунну під ім'ям Хухан'є II призначається східним тукі-ваном (офіційним спадкоємцем).
49 року очолив похід проти Пуну, якому завдав тяжкої поразки, захопивши чималу здобич — 10 тис. полонених, 7 тис. коней і 10 тис. худоби та овець. В наступні роки очолював походи проти північних хунну.
55 року після смерті брата стає новим шаньюєм. Прийняв ім'я Цюфуюді. Невдовзі отримав підтвердження свого статусу від ханського уряду разом з багатими дарунками. Але 56 року помер за невідомих обставин. Йому спадкував брат Їфаюлюді.